# Suzetta Miñet
Suzetta Miñet é uma dubladora estadunidense. Ela é a dubladora na versão inglesa de EVA em Metal Gear Solid 3: Snake Eater. Contudo, Vanessa Marshall fez a voz da personagem em Metal Gear Solid: Portable Ops ao invés de Suzetta. EVA aparece em Portable Ops como uma personagem selecionável secreta. Miñet não trabalhou em quaisquer outros jogos e não existe informações sobre a sua carreira.
Foi especulado que ela era a mesma pessoa que Debi Mae West (devido à falta de informações sobre a carreira e às semelhanças de suas vozes), a dubladora de Meryl, mas West negou tais rumores em sua entrevista com Ryan Payton na 56ª sessão da Kojima Production Report. O ceticismo da negação de Debi podem ser racionalizados através do fato de que existem limitações postas sobre dubladores pelas suas gravadoras, e geralmente são obrigados a trabalhar sob pseudônimos para evitar penalidades.